# Giorgio Tozzi
Giorgio Tozzi, właśc. George Tozzi (ur. 8 stycznia 1923 w Chicago, zm. 30 maja 2011 w Bloomington w stanie Indiana) – amerykański śpiewak operowy, bas.

## Życiorys
Studiował biologię na DePaul University, jednocześnie od 13. roku życia uczył się śpiewu. Do jego nauczycieli należeli Rosa Raisa, Giacomo Rimini i John Daggett Howell. Początkowo występował w musicalach na Broadwayu i w Londynie. Jako śpiewak operowy zadebiutował w 1948 roku w Nowym Jorku rolą Tarkwiniusza w operze The Rape of Lucretia Benjamina Brittena. Na początku lat 50. odbył uzupełniające studia muzyczne w Mediolanie u Giulio Lorandiego, po czym w 1953 roku debiutował na scenie La Scali w roli Strommingera w La Wally Alfredo Catalaniego. W 1955 roku wrócił do Stanów Zjednoczonych, w tym samym roku wystąpił w roli Alvisa w Giocondzie w nowojorskiej Metropolitan Opera. Ze sceną tą związany był do 1975 roku, wcielając się w role m.in. Figara w Weselu Figara, Don Basilia w Cyruliku sewilskim, Borysa Godunowa i Pimena w Borysie Godunowie, Sparafucile w Rigoletcie, Ramfisa w Aidzie, Pognera i Hansa Sachsa w Śpiewakach norymberskich. W 1958 roku kreował w Metropolitan Opera rolę Doktora w prapremierowym przedstawieniu opery Vanessa Benjamina Brittena. Gościnnie występował w Chicago, San Francisco, Hamburgu, Frankfurcie nad Menem, Monachium i na festiwalu w Salzburgu.
Poza sceną występował także w filmach i w programach telewizyjnych. Od 1991 roku był wykładowcą szkoły muzycznej przy Uniwersytecie Indiany w Bloomington.